# Court de Bard
La Court de Bard (pron. fr. AFI: [kuʁ də baʁ]) è una montagna di 2.261 m s.l.m. della Catena Grande Rochère-Grand Golliaz nelle Alpi Pennine. Si trova in Valle d'Aosta.

## Descrizione

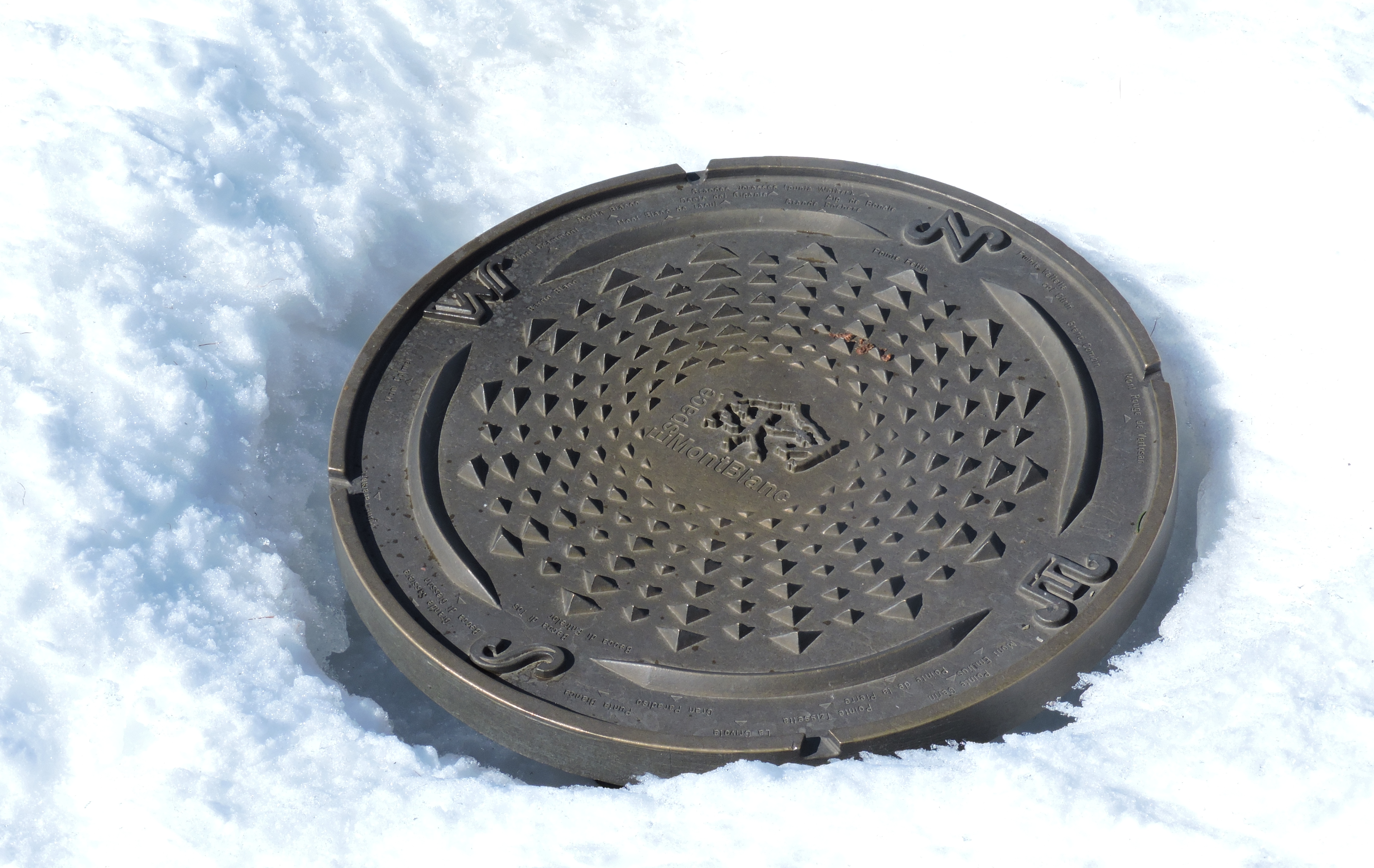
La tavola d'orientamento circondata dalla neve.

La montagna appartiene al lungo costolone che, partendo dalla Tête-de-Sereina, divide il vallon de Planaval (a ovest) dalla comba di Vertosan, due brevi vallate direttamente tributarie della Dora Baltea.
Verso nord il Col-de-Bard (2.165 m) la collega con la punta Fetita, mentre a sud il crinale si esaurisce nel solco principale della Valle d'Aosta.
Amministrativamente si trova al confine tra i comuni di La Salle e di Avise.

## Accesso alla vetta

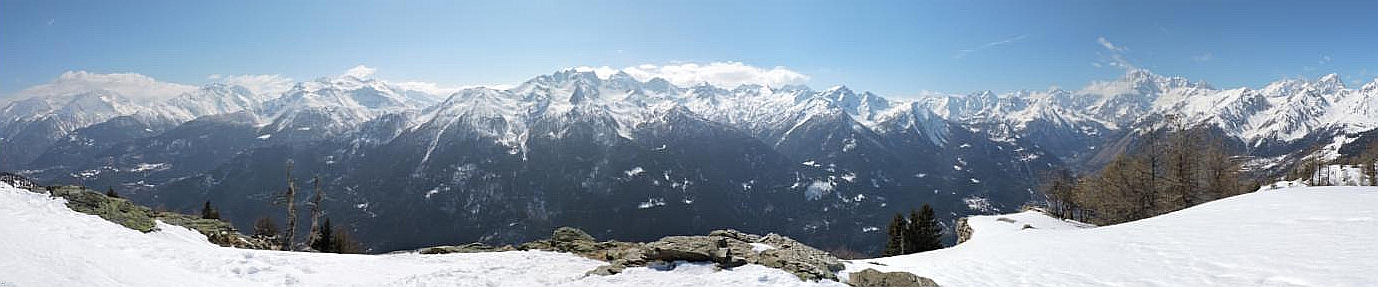
Panorama verso ovest, sulla destra il Monte Bianco

È possibile salire sulla vetta in un paio d'ore di cammino partendo da Challancin, una frazione di La Salle situata a 1.610 metri di quota e raggiungibile per strada asfaltata. La salita è valutata di una difficoltà escursionistica E.
È anche una frequentata meta invernale per gli escursionisti con le racchette da neve.
Sulla cima è collocato un cippo che sostiene una placca metallica con indicati i punti cardinali e la direzione delle principali montagne circostanti.
La vetta è nota per l'ottimo panorama, in particolare verso il vicino Massiccio del Monte Bianco.